# 布瓦塞 (上卢瓦尔省)
布瓦塞（法語：Boisset，法語發音：[bwasɛ]）是法国上卢瓦尔省的一个市镇，位于该省北部偏东，属于伊桑若区。

## 地理
布瓦塞（45°19'26"N, 3°58'58"E）面积14.04 平方千米，位于法国奥弗涅-罗讷-阿尔卑斯大区上盧瓦爾省，该省份为法国中南部省份，北起多姆山省和卢瓦尔省，西接康塔爾省，南至洛泽尔省，东临阿尔代什省。
与布瓦塞接壤的市镇（或旧市镇、城区）包括：梅尔勒-莱涅克、圣安德烈德沙朗孔、圣于连当斯、圣帕勒德沙朗孔、蒂朗日、瓦尔普里瓦。
布瓦塞的时区为UTC+01:00、UTC+02:00（夏令时）。

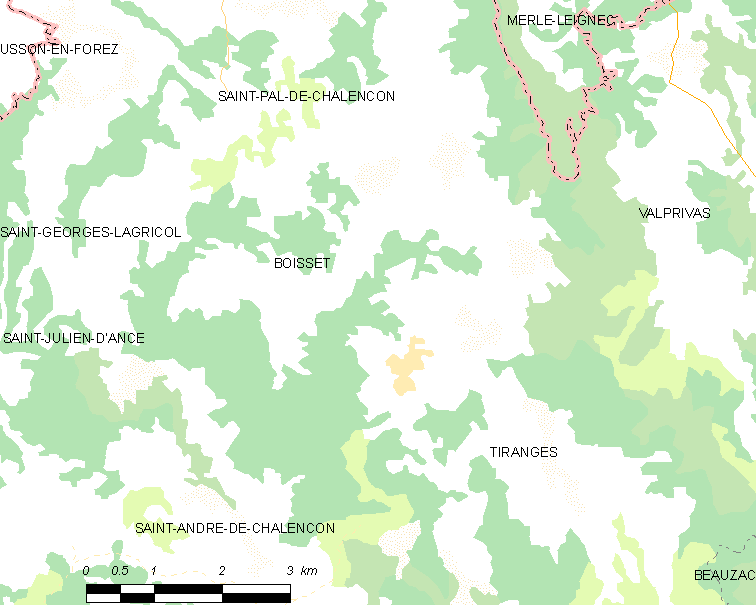
布瓦塞的OSM定位图

## 行政
布瓦塞的邮政编码为43500，INSEE市镇编码为43034。

## 政治
布瓦塞所属的省级选区为巴斯昂巴塞县。

## 交通
上卢瓦尔省省道D24线和D44线在境内交汇。

## 人口

1962-2008年间布瓦塞人口变化图示

布瓦塞于2022年1月1日时的人口数量为382人。